# Ralphe Armstrong
Ralphe Armstrong (født 17. maj 1956 i Detroit, Michigan, USA) er en amerikansk bassist.
Armstrong er primært kendt for sit medlemskab af jazz/rock fusionsgruppen Mahavishnu Orchestra´s anden udgave fra (1973-1975), som han fik sit gennembrud med, som bare 17-årig. Han har siden spillet med f.eks. Frank Zappa, Jean Luc Ponty, Carlos Santana, John Mclaughlin, Lenny White, Narada Michael Walden, Eddie Harris, Aretha Franklin etc.

## Udvalgt diskografi
- Apocalypse (1974) - med Mahavishnu Orchestra og London Symfoniorkester
- Visions of the Emerald Beyond (1975) - med Mahavishnu Orchestra
- Eddie Who ? (1986) - med Eddie Harris Trio
- So damn Happy (2003) - med Aretha Franklin
- Home Bass (1975) - i eget navn

## Eksterne Henvisninger
- om Ralphe Armnstrong
- Ralphe Armstrong Diskografi på www.allmusic.com